# Лихов, Гавриил Васильевич
Гаврии́л Васи́льевич Ли́хов (6 марта 1901 год, д.Никитино, Рязанская губерния, Российская империя — 29 сентября 1967, Казань) — советский военачальник, генерал-лейтенант (1952 г.). Участник Гражданской войны (красноармеец), последующих военных действий по защите СССР, Великой Отечественной войны. Член ВКП(б) – КПСС (с 1924) года.

## Довоенная биография
Гавриил Васильевич Лихов родился 6 марта 1901 год а в д. Никитино, Путятинского района Рязанской области в крестьянской семье. Русский.
В марте 1920 года был призван в ряды РККА.
На 22.06.1941 подполковник.
С довоенного времени по 08.07.1941 - начальник штаба Киевского укрепрайона.

## Участие вВеликой Отечественной войне
- С 08.07.1941 по 02.08.1941 — заместитель начальника штаба Киевского укрепрайона[1][2] (тяжелое ранение).
- С 29.09.1941 по 10.10.1941 — начальник штаба Малоярославецкого укрепрайона (10.10.1941 преобразован в Малоярославецкий боевой участок).
- С 01.02.1942 по 26.03.1942 — начальник штаба.
- С 07.02.1942 по 11.04.1942 — врио коменданта Одинцовского укрепрайона (№ 156), полковник.
- С 09.05.1942 по 01.07.1944 — комендант 119 укрепрайона (до марта 1945 года в составе 61 армии, с марта 1945 года в составе 33 армии)[3].
- С 1944 года командующий 119 укрепрайоном. Генерал-майор (03.06.1944). [4]

## Послевоенная карьера
После войны Г.В.Лихов продолжил службу в армии. С 29 июля 1946 по 7 сентября 1947 года командовал 25-й отдельной стрелковой бригадой (Вологда). С 31 декабря 1948 по 23 ноября 1951 года командовал 10-й отдельной механизированной бригадой. Было присвоено воинское звание генерал-лейтенант. Во время армейских учений в результате несчастного случая  был тяжело ранен. 
Скончался 29 сентября 1967 года. Похоронен в г. Казани на Арском кладбище.

## Награды
- ордена Ленина (5.03.1950)
- два ордена Красного Знамени (26.07.1944; 3.11.1944)
- орден Суворова 2-й степени (5.06.1945)
- орден Отечественной войны 1-й степени (22.10.1943)
- орден Красной Звезды (1.11.1940)
- медали.